# Кавказький відділ
45°27′00″ пн. ш. 40°41′00″ сх. д. / 45.45° пн. ш. 40.683333333333° сх. д.
Кавказький відділ — адміністративна одиниця у складі Кубанської області Російської імперії та Кубано-Чорноморської області РРФСР, що існувала в 1876–1924 роках. Адміністративний центр — Станиця Кавказька.

## Географія
Відділ займав північно-східну частину Кубанської області та межував на сході з областю Війська Донського та Ставропольською губернією.

### Сучасний стан
На території колишнього Кавказького відділу Кубанської області зараз розташовуються частини Брюховецького, Виселківського, Кавказького, Коренівського, Новопокровського, Тбіліського, Тимашевського, Тихорєцького, районів Краснодарського краю.

## Історія
- Утворений в 1876 як Кавказький повіт у складі Кубанської області з центром в селі Армавір з частини територій Баталпашинського, Катеринодарського і Майкопського повітів.
- У 1888 році Кавказький повіт був перетворений на Кавказький відділ, з частини території було виділено Лабинський відділ із центром у селі Армавір. Центром Кавказького відділу формально призначено станицю Тихорєцьку, фактично була станиця Кавказька.
- 1902 року станиця Кавказька офіційно стала центром відділу.
- Після встановлення Радянської влади на Кубані у березні 1920 року Кавказький відділ увійшов до складу новоствореної Кубано-Чорноморської області.
- 2 червня 1924 року було ліквідовано Кубано-Чорноморська область і всі відділи, що входили до неї. На території Кавказького відділу були утворені 4 райони (Кропоткінський, Новопокровський, Петропавлівський, Тихорєцький) Південно-Східної області.

## Адміністративний устрій
У 1913 року до складу відділу входило 2 волосних правління та 25 станиць:
- Волосні правління :
  - Ваннівське — селище Ванновське,
  - Семенівське — селище Семенівське,
- Станиці:

| - Архангельська, - Батуринська, - Березанська, - Брюховецька, - Дмитрієвська, - Дядьковська , - Іллінська, - Іркліївська, - Кавказька, - Казанська, | - Коренівська, - Медведівська, - Новодонецька, - Новокорсунська, - Новомалоросійська, - Новопокровська, - Переясловська, - Платніровська, - Сергіївська, - Старомишастовська, | - Тернівська, - Тимашевська, - Тифліська, - Тихорєцька, - Успенська. |

## 1914 року у відділі було
Станиці
- Виселки
- Журавська
- Нововолодимирська
- Новолокінська
- Новорождественська
- Пластуновська
- Расшеватська
- Теміжбекська
- Хоперська
- Чепігинська

Станом на 26 січня 1923 року до складу відділу входило заштатне місто Тихорєцьк та 21 волость:
| - Архангельська, - Березанська, - Ванновське, - Гулькевичська, - Іллінська, - Кавказька, - Казанська, - Ловлинська, - Новомалоросійська - Новопокровська, - Новорождественська, | - Петропавлівська, - Расшеватська, - Семенівська, - Теміжбекська, - Теміргоївська, - Тенгінська, - Тернівська, - Тифліська, - Успенська. |

## Населені пункти
Найбільші населені пункти (населення, кінець XIX століття):
- х. Романівський (10 222)
- ст-ця Новопокровська (9 136)
- ст-ця Медведівська (8 888)
- ст-ця Кавказька (8 293)
- ст-ца Коренівська (7 348)
- ст-ця Платніровська (7 275)
- ст-ця Казанська (6 546)
- ст-ца Новомалоросійська (6 298)
- ст-ця Тихорецька (5 000)
- ст-ца Брюховецька (4 575)
- ст-ця Архангельська (4 546)
- ст-ця Новодонецька (4 318)
- ст-ця Тернівська (4 000)
- ст-ця Переясловська (3 608)
- ст-ця Новокорсунська (3 426)
- ст-ця Березанська (3 118)

## Населення
Національний склад відділу в 1897 році:
| Національність | Чисельність, осіб | Частка від усього населення, % |
| -------------- | ----------------- | ------------------------------ |
| великороси     | 127 385           | 51,1                           |
| українці       | 114 037           | 45,8                           |
| німці          | 3 972             | 1,6                            |
| інші           | 3788              | 1,5                            |
| Разом:         | 249 182           | 100,00                         |

Розподіл населення за статевою ознакою:
- чоловіки — 126 540 (50,8 %)
- жінки — 122 642 (49,2 %)

## Веб-посилання
- Кавказский отдел // Энциклопедический словарь Брокгауза и Ефрона : в 86 т. (82 т. и 4 доп. т.). — СПб., 1890—1907. (рос. дореф.)
- Карта Кавказского отдела